# Columbinae

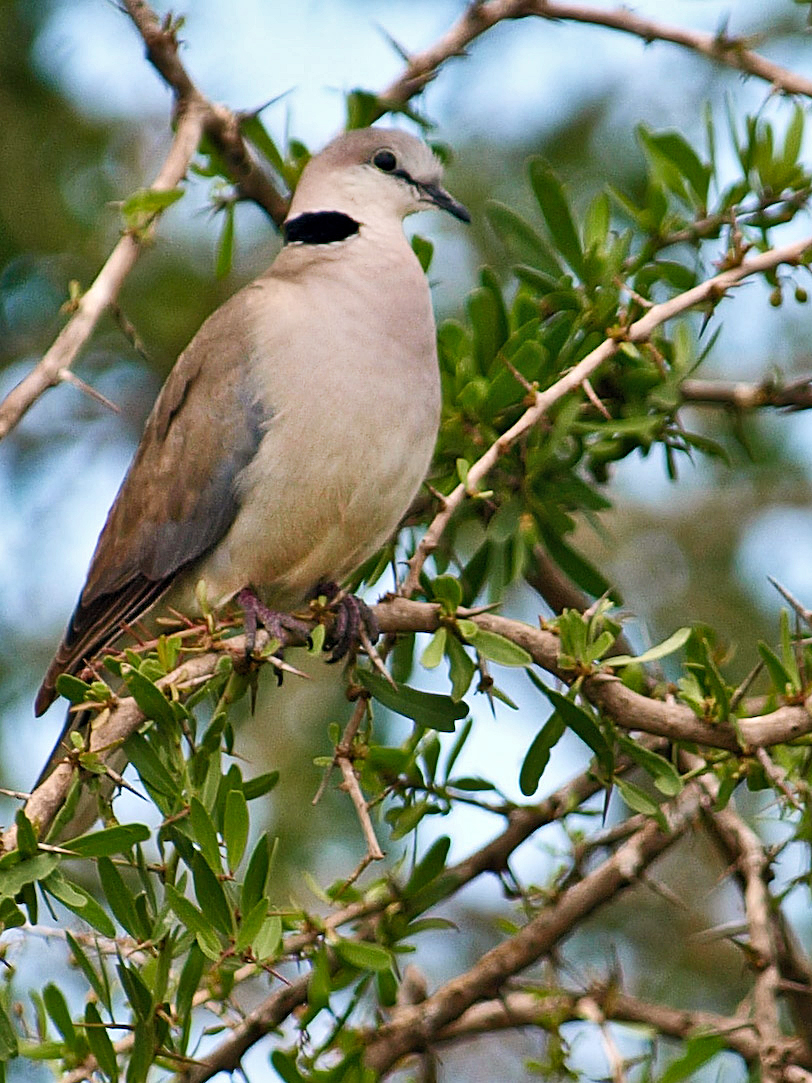
Kapturteltaube

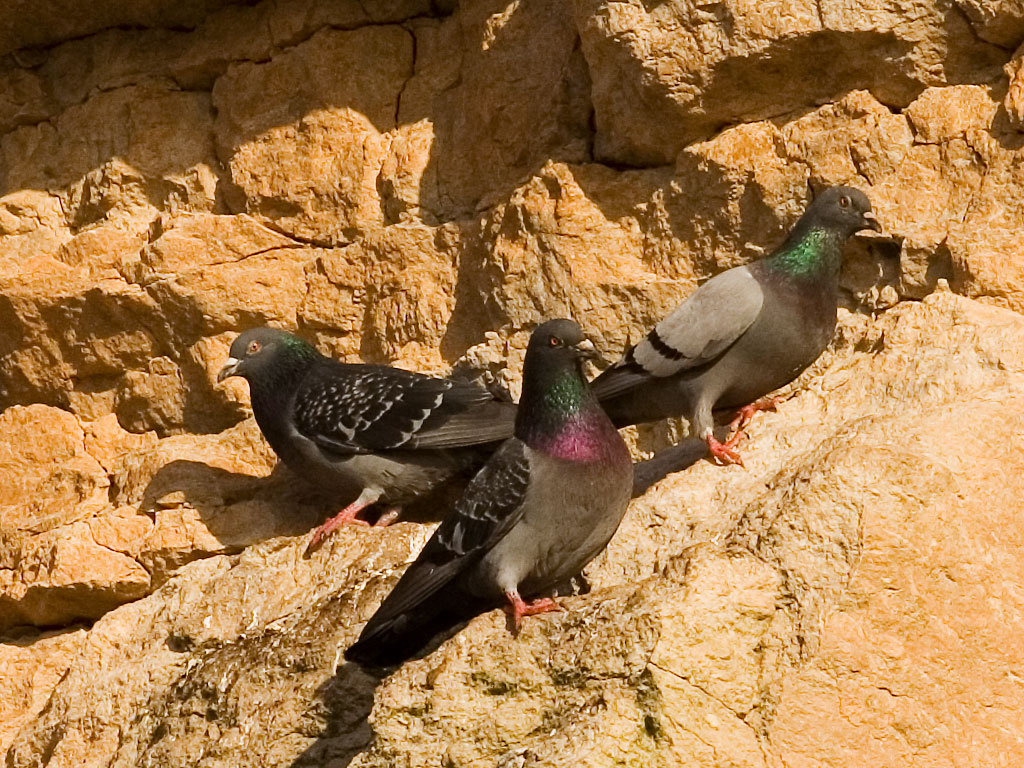
Felsentauben

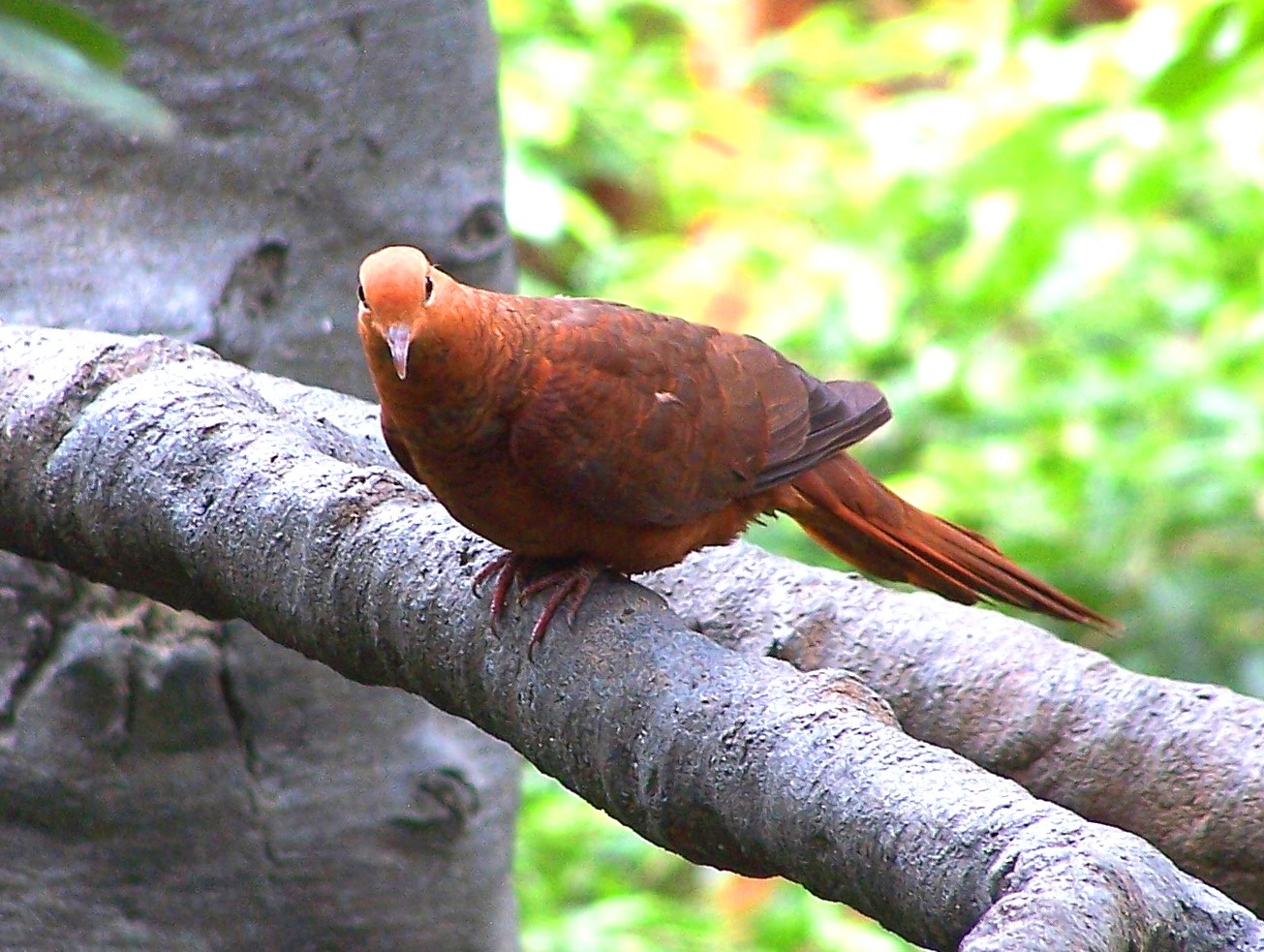
Indonesien-Kuckuckstaube

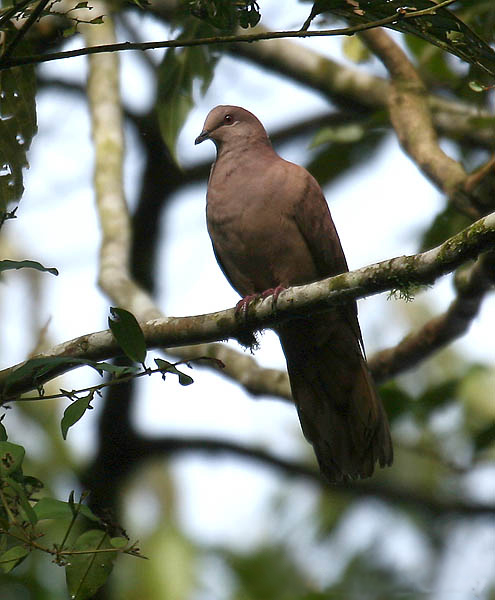
Purpurtaube

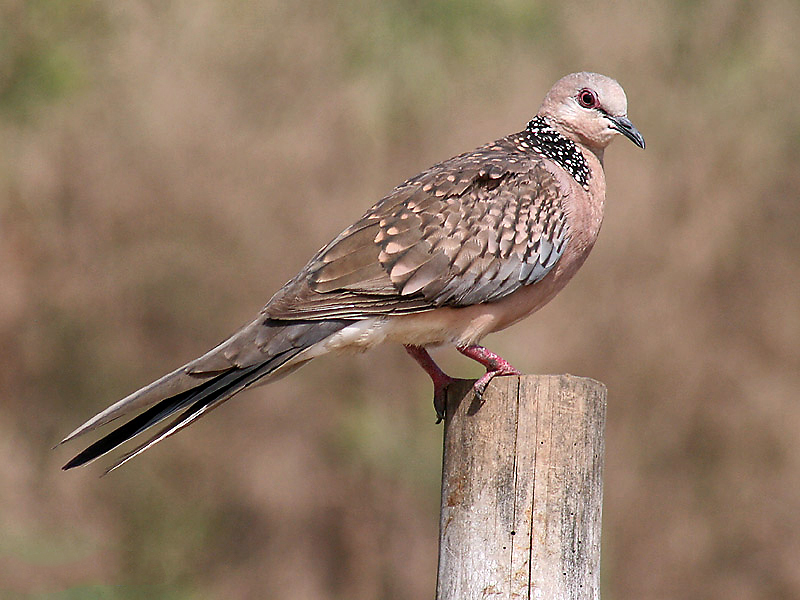
Perlhalstaube

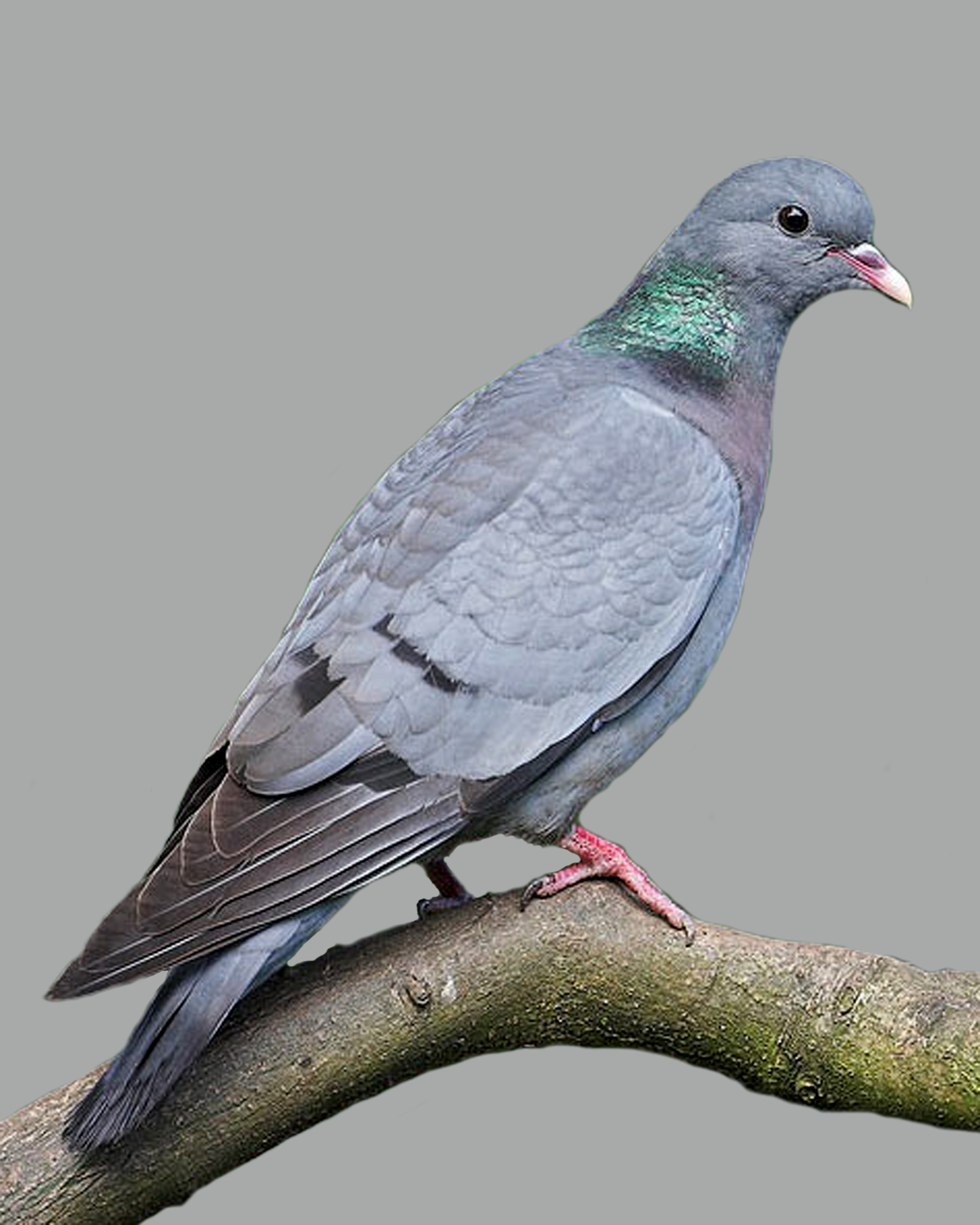
Hohltaube

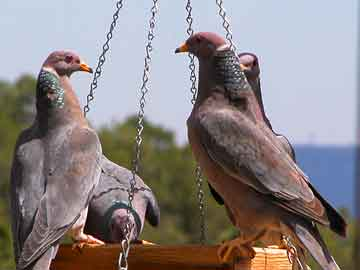
Schuppenhalstaube

Columbinae sind eine Unterfamilie der Taubenvögel. Arten, die zu dieser Unterfamilie gerechnet werden, sind mit Ausnahme der Arktis und Antarktis nahezu weltweit vertreten. Die größte Formenvielfalt der Columbinae findet sich von Südasien bis Australien. Zu dieser Unterfamilie zählen auch die in Mitteleuropa vertretenen fünf Taubenarten (Türkentaube, Turteltaube, Ringeltaube, Felsentaube und Hohltaube). Die Felsentaube ist außerdem die Stammform der Haustaube.

## Erscheinungsbild
Zu den Columbinae zählen mittelgroße bis große Taubenarten. Bei den Feldtauben und den Amerikanischen Feldtauben ist der Schwanz im Vergleich zu den Turteltauben verhältnismäßig kurz. Bei ihnen ist im Gegensatz zu den Turteltauben der obere Lauf unbefiedert. Bei den beiden Feldtauben-Gattungen, den Langschwanztauben sowie den Weißgesichttauben überwiegen taubengraublaue bis bräunliche Gefiederfarben. Turteltauben und Kuckuckstauben weisen dagegen überwiegend ein bräunliches Gefieder auf. 
Zu den Arten mit einer von den anderen Columbinae-Arten stark abweichenden Körperform zählt die Salomonen-Schopftaube, die ein stark verlängertes Kopf- und Nackengefieder hat. Diese bilden einen Schopf, dem der der Schopftaube ähnelt. Der Schnabel ist sehr dick und der Oberschnabel an der Spitze hakenförmig nach unten gebogen.

## Verbreitung und Lebensraum
Die Amerikanischen Feldtauben kommen ausschließlich in der Neuen Welt vor. Das Verbreitungsgebiet der Turteltauben sowie der Feldtauben erstreckt sich dagegen von Afrika über Europa bis Asien und Australien. Die Langschwanztauben und die Weißgesichttauben sind Arten Australasiens. 
Columbinae-Arten nutzen eine große Vielfalt an Lebensräumen. Einige Vertreter dieser Unterfamilie sind wie etwa die Rotbraune Reinwardttaube ausgesprochene Gebirgswaldbewohner. Andere Arten wie etwa die Kaplachtaube bewohnen arides, offenes Land, das mit Bäumen und Sträuchern besetzt ist. Auch die Weinrote Turteltaube ist ein Bewohner trockener Savanne und Dornbuschgebiete.

## Gattungen und Arten
Folgende Gattungen und Arten werden zu den Columbinae gerechnet:
- Feldtauben (Columba)
  - Weißnackentaube (Columba albilinea)
  - Weißgenicktaube (Columba albinucha)
  - Amharentaube (Columba albitorques)
  - Silbertaube (Columba argentina)
  - Oliventaube (Columba arquatrix)
  - Bolles Lorbeertaube (Columba bollii)
  - Bronzehalstaube (Columba delegorguei)
  - Nilgiritaube (Columba elphinstonii)
  - Ufertaube (Columba eversmanni)
  - Guineataube (Columba guinea)
  - Schwarzschnabel-Oliventaube (Columba hodgsonii)
  - Glanzkopftaube (Columba iriditorques)
  - Veilchentaube (Columba janthina)
  - Lorbeertaube (Columba junoniae)
  - Zimttaube (Columba larvata)
  - Weißbrusttaube (Columba leucomela)
  - Schneetaube (Columba leuconota)
  - Felsentaube (Columba livia)
  - Malherbetaube (Columba malherbii)
  - Hohltaube (Columba oenas)
  - Somalitaube (Columba oliviae)
  - Gelbfußtaube  (Columba pallidiceps)
  - Andamanentaube (Columba palumboides)
  - Ringeltaube (Columba palumbus)
  - Komorentaube (Columba polleni)
  - Himalayataube (Columba pulchricollis)
  - Kupfertaube (Columba punicea)
  - Klippentaube (Columba rupestris)
  - Sao-Tomé-Taube (Columba simplex)
  - Rotschnabel-Oliventaube (Columba sjostedti)
  - Langschwanz-Oliventaube (Columba thomensis)
  - Ceylontaube (Columba torringtoni)
  - Silberhalstaube (Columba trocaz)
  - Kongotaube (Columba unicincta)
  - Weißwangentaube (Columba vitiensis)

- Amerikanische Feldtauben  (Patagioenas):
  - Araukanertaube (Patagioenas araucana)
  - Karibentaube (Patagioenas caribaea)
  - Rotrückentaube (Patagioenas cayennensis)
  - Nacktaugentaube (Patagioenas corensis)
  - Schuppenhalstaube (Patagioenas fasciata)
  - Rotschnabeltaube (Patagioenas flavirostris)
  - Goodsontaube (Patagioenas goodsoni)
  - Rosenschultertaube (Patagioenas inornata)
  - Weißkopftaube (Patagioenas leucocephala)
  - Maskentaube (Patagioenas maculosa)
  - Kurzschnabeltaube (Patagioenas nigrirostris)
  - Perutaube (Patagioenas oenops)
  - Picazurotaube (Patagioenas picazuro)
  - Weintaube (Patagioenas plumbea)
  - Schuppenbauchtaube (Patagioenas speciosa)
  - Antillentaube (Patagioenas squamosa)
  - Purpurtaube (Patagioenas subvinacea)

- Turteltauben (Streptopelia)
  - Kichertaube (Streptopelia bitorquata)
  - Kapturteltaube (Streptopelia capicola)
  - Perlhalstaube (Streptopelia chinensis)
  - Türkentaube (Streptopelia decaocto)
  - Brillentaube (Streptopelia decipiens)
  - Adamaua-Turteltaube (Streptopelia hypopyrrha)
  - Trauerturteltaube (Streptopelia lugens)
  - Rosa Taube (Streptopelia mayeri)
  - Madagaskar-Turteltaube (Streptopelia picturata)
  - Orientturteltaube (Streptopelia orientalis)
  - Reichenowtaube (Streptopelia reichenowi)
  - Nordafrikanische Lachtaube (Streptopelia roseogrisea)
  - Halbmondtaube (Streptopelia semitorquata)
  - Palmtaube (Streptopelia senegalensis)
  - Weinrote Halsringtaube (Streptopelia tranquebarica)
  - Turteltaube (Streptopelia turtur)
  - Röteltaube (Streptopelia vinacea)

- Kuckuckstauben (Macropygia)
  - Malayische Kuckuckstaube (Macropygia unchall)
  - Andamanen-Kuckuckstaube (Macropygia rufipennis)
  - Philippinen-Kuckuckstaube (Macropygia tenuirostris)
  - Indonesien-Kuckuckstaube (Macropygia emiliana)
  - Rosabrust-Kuckuckstaube (Macropygia amboinensis)
  - Große Kuckuckstaube (Macropygia magna)
  - Kleine Kuckuckstaube (Macropygia ruficeps)
  - Zwergkuckuckstaube (Macropygia nigrirostris)
  - Fuchsrote Kuckuckstaube (Macropygia mackinlayi)

- Langschwanztauben (Reinwardtoena)
  - Rotbraune Reinwardttaube (Reinwardtoena reinwardtsi)
  - Schwarze Reinwardttaube (Reinwardtoena browni)
  - Salomonen-Schopftaube (Reinwardtoena crassirostris)

- Weißgesichttauben (Turacoena)
  - Timortaube (Turacoena modesta)
  - Manadotaube (Turacoena manadensis)

## Belege